# Zambezi (regija)
Zambeui je sjeverna regija Namibije, strateški važno područje u Africi. Do 2013. je nosila ime Caprivi.
Regija je površinom duža nego je šira, ima dužinu od oko 400 km i izgled "jezika". Nalazi se između Angole i Bocvane. Godine 1890., postaje dio Njemačke Jugozapadne Afrike.
Nijemci su željeli imati pristup rijeci Zambezi, a time i plovnom putu do Indijskog oceana, ali nisu znali, da je Zambezi plovna samo do Viktorijinih slapova.
Područje je dobilo ime po bivšem njemačkom kancelaru Leu von Capriviju (njegova obitelj imala je korijene u Sloveniji i danas se njegovi potomci prezivaju Kopriva). 
Caprivi ima površinu od oko 20,000 km ² i više od 80, 000 stanovnika. Glavni grad je Katima Mulilo (oko 20,000 stanovnika). 
Tijekom južnoafričke okupacije bio je poluneovisni bantustan Caprivi. Godine 1990., postao je dio neovisne Namibije. U 1994., dogodio se ustanak za nezavisnost, kojeg je vodio Mushakem Muyongem na čelu Oslobodilačke vojske Caprivija (CLA). Razlozi su bili i etnički, jer stanovnici Caprivija uglavnom pripadaju etničkoj grupi Barotse, dok su većina stanovnika u Namibiji pripadnice etničke grupe Ovambo. Uz to Caprivi je i područje sa znatnim mineralnim resursima. Nakon nekoliko oružanih sukoba, pobuna je potisnuta i Muyongo je pobjegao u Dansku. Danas je ekoturizam, jedna od glavnih gospodarskih grana regije.